# 岡児志太郎
岡児志 太郎（おかにし たろう）は、日本の漫画家。旧ペンネームは岡仁志太郎。

## 作品リスト
- 『ヒガンバナの女王』(岡仁志太郎名義)小学館、ビッグコミックスピリッツ、2013年 - 全1巻
- 『デゾルドル』講談社、月刊モーニングtwo、2017年-2018年 - 全2巻